# هليلج فالفيردي
هليلج فالفيردي (الاسم العلمي:Terminalia valverdeae) هو نوع نباتي يتبع جنس الهليلج من الفصيلة القمبريطية.